# Халилов, Михаил Михайлович
Михаил Михайлович Халилов (укр. Михайло Халілов, род. 3 июля 1975 в Николаеве, Украинская ССР, СССР) — украинский профессиональный шоссейный велогонщик. Чемпион Украины 2005 года в групповой гонке.

## Биография
Заниматься велоспортом начал в 10 лет в Николаеве у тренера Виктора Каленчука. С 2001 года выступал в различных велокомандах, базировавшихся в Италии. Свой заключительный сезон среди профессионалов в 2010 году провёл в Team Katusha.

## Победы
1995
- Франко-белльгийский круг — этапы 3 и 7

1996
- Чемпионат Украины, групповая гонка — 2-е место

2000
- Тур дю Фасо — этапы 2, 3, 8, 10, 11 и генеральная классификация

2002
- Тур Болгарии — этап 6

2003
- Тур Сенегала — этапы 1 и 3

2005
- Чемпион Украины в групповой гонке
- Вуэльта Астурии — этап 5

2006
- Чемпион мира среди военнослужащих в групповой гонке
- Хел ван хет Мергелланд

2007
- Чемпионат Украины, групповая гонка — 3-е место

2008
- Гран-при Ренна
- Круг Сарты — этап 3
- Гран-при Прато
- Мемориал Чимурри
- Кубок Сабатини

## Статистика выступлений наГранд Турах
| Гранд Тур | 2002 | 2003 |
| --------- | ---- | ---- |
| Джиро     | 84   | сход |
| Тур       | -    | -    |
| Вуэльта   | -    | -    |